# Музей лемківської культури у Зиндранові
Музей лемківської культури — скансен у лемківському селі Зиндранова Підкарпатського воєводства неподалік від Дукельського перевалу на кордоні Польщі зі Словаччиною. Музей був заснований у 1968 році завдяки зусиллям корінного мешканця Зиндранови — Теодора Гоча. Протягом багатьох років музей функціонував як приватна установа, спочатку як хижа пам'яток лемківської культури у домі засновника, пізніше як музей просто неба, організований на території села. У наш час музей має статус філії державного Підкарпатського музею в Кросні.

## Історія
Музей просто неба створено на лемківському подвір'ї, побудованому наприкінці XIX століття, яке колись було власністю прадіда Теодора Гоча — Теодора Кукели (1862—1955), лемківського сільського писаря. Гоч отримав хату у спадок, а коли побудував новий будинок, хижу прадіда виділив під музейне приміщення. Серед експонатів були костюми, предмети побуту й витвори культури лемків. Музей протягом багатьох років розвивав і утримував Теодор Гоча, тільки у 1990 році додалось невелике державне співфінансування. Довгий час музей був недофінансованим, а 2017 року йому загрожувало закриття з цієї причини.

## Експозиція
Головний об'єкт етнографічного музею просто неба — хижа Теодора Кукели від 1860 року. До курної хати 1901 року додали кухню й димохід. Стайню побудовано 1923 року, а хлів — 1934. Інтер'єр хати — це реконструкція кабінету селищного писаря, з архівами, книгами, листами та фотографіями з теренів Лемківщини. У окремій кімнаті, коморі, містяться сакральні експонати: залізні хрести, літургійні речі, копії ікон. Також є багата колекція писанок, прикрашена традиційними лемківськими візерунками.
Серед господарських інструментів і предметів можна побачити ціп, ткацький верстат, жорна.
Музей зібрав також військові знахідки після операції на Дукельському перевалі: уніформа, каски, зброя, осколки. У 1975 році на території музею встановлено пам'ятник загиблим у боях воїнам. У грудні 1976 року влада наказала армії підірвати його. У наш час про битву на перевалі нагадує невеликий пам'ятник. Також на території музею є інший пам'ятник в честь лемків — жертв таборів у Талергофі і Явожно.
У скансені є також колодязь із журавлем, вітряк від Вапенного, каплиця, циганська кузня з Вільхіця, а також меморіальні таблиці лемківським художникам В. Хилаку та І. Русенку.
Одним з об'єктів скансену є єврейський будинок, колишня власність родини Залманів. У відкритті експозиції юдеїв, пов'язаних з Лемківщиною, взяв участь спонсор і одночасно єдиний єврей Зиндранови, що пережив війну, Самуїл Олінер, який зараз проживає у США.

## Заходи
З 1992 року музей є організатором щорічного Свята лемківської традиції на кордоні культур «Од Русаля до Яна». Щорічно в ньому беруть участь лемки з Польщі та з-за кордону.
Стараннями Теодора Гоца музей видає щомісячний журнал «Загорода» лемківською, українською та польською мовами про культуру лемків.

## Галерея

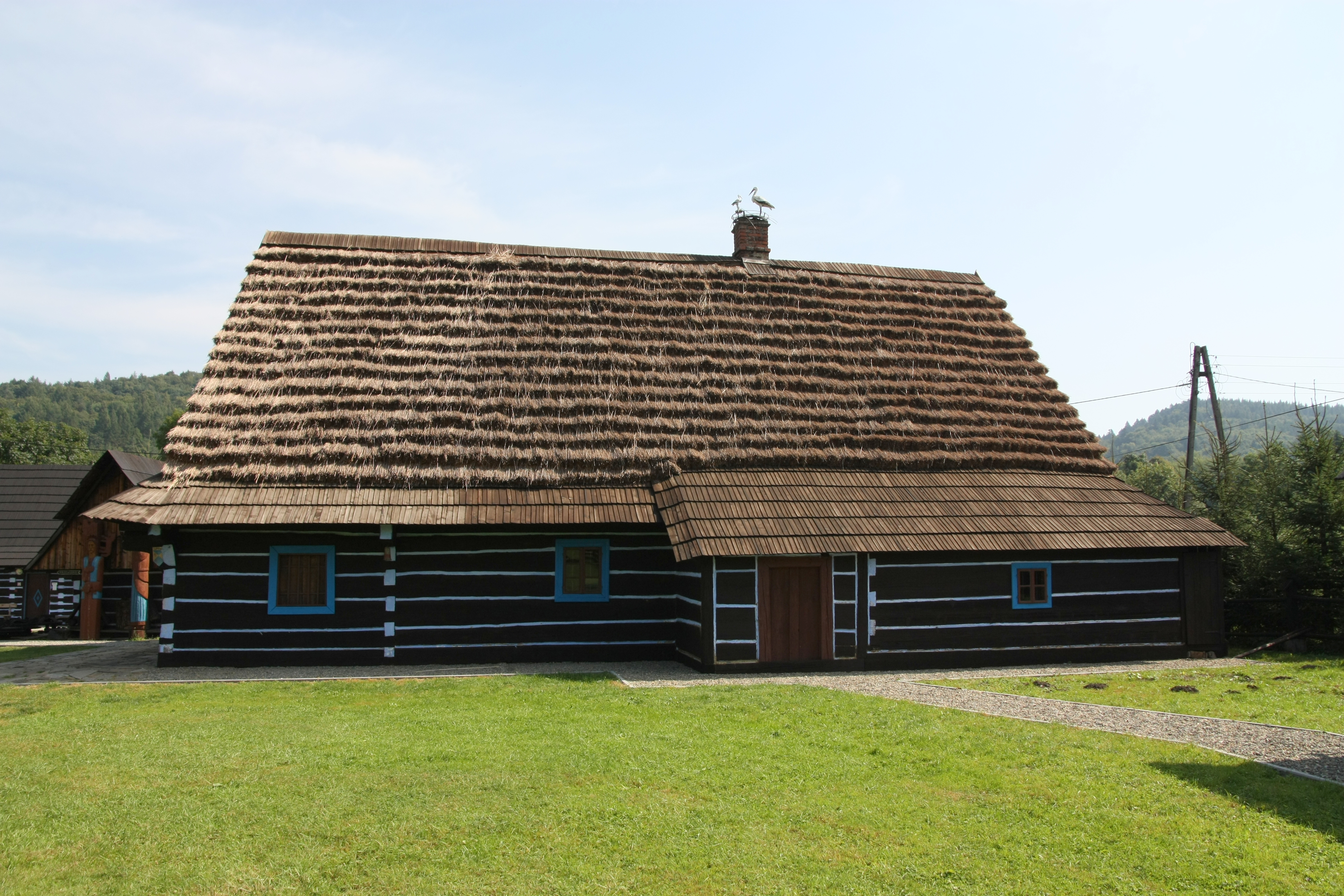
Лемківська хижа
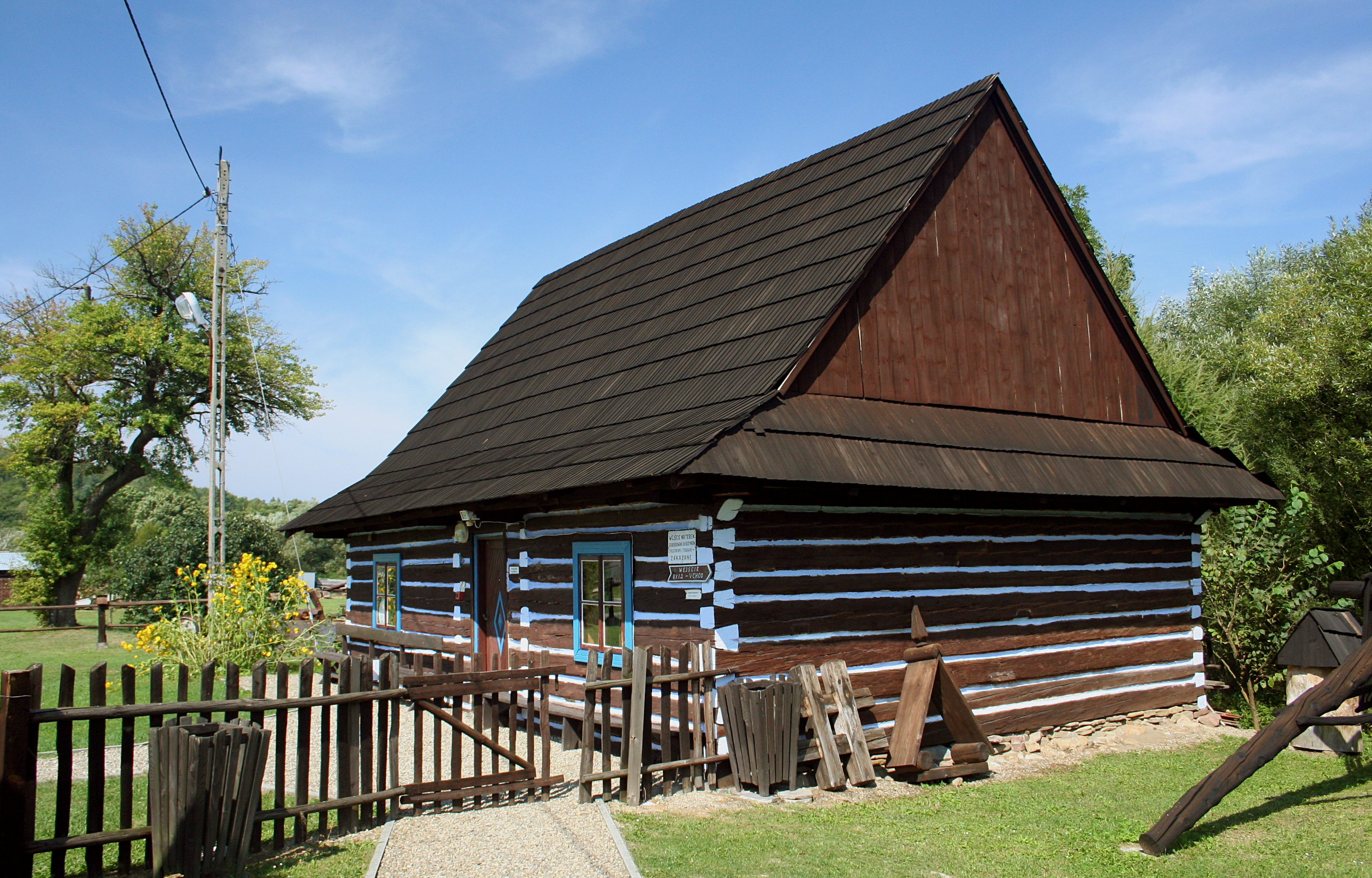
Єврейський будинок
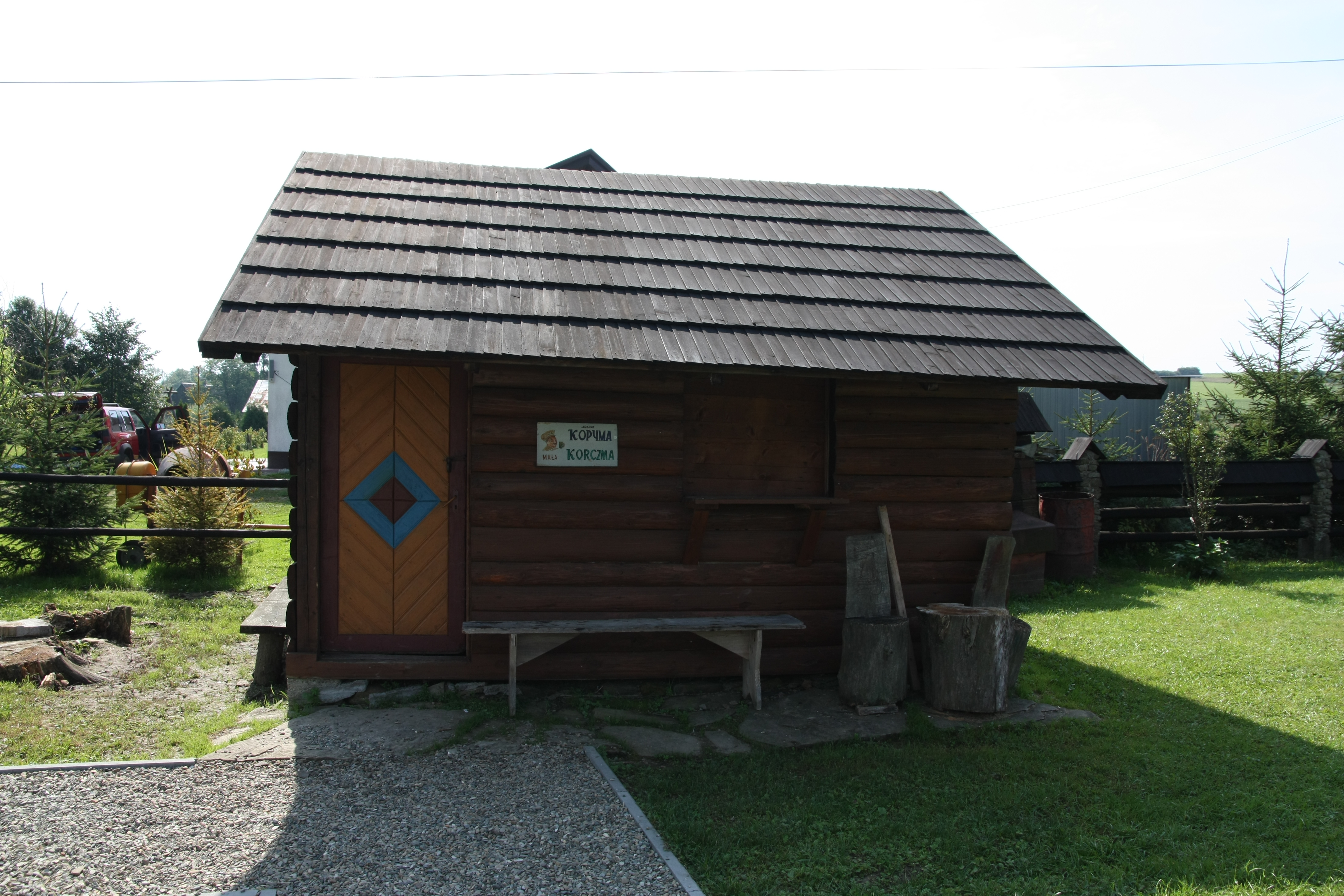
Корчма
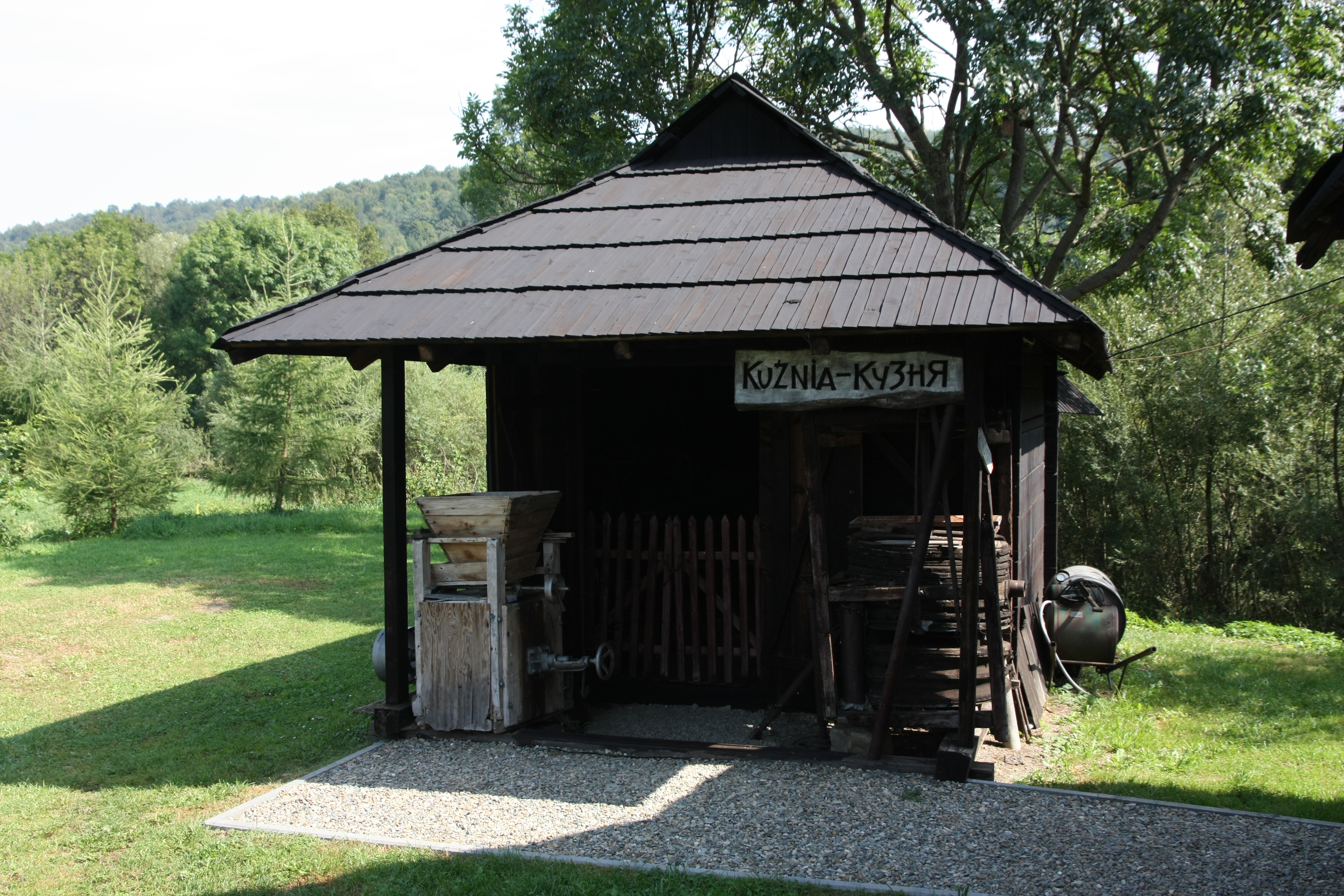
Кузня
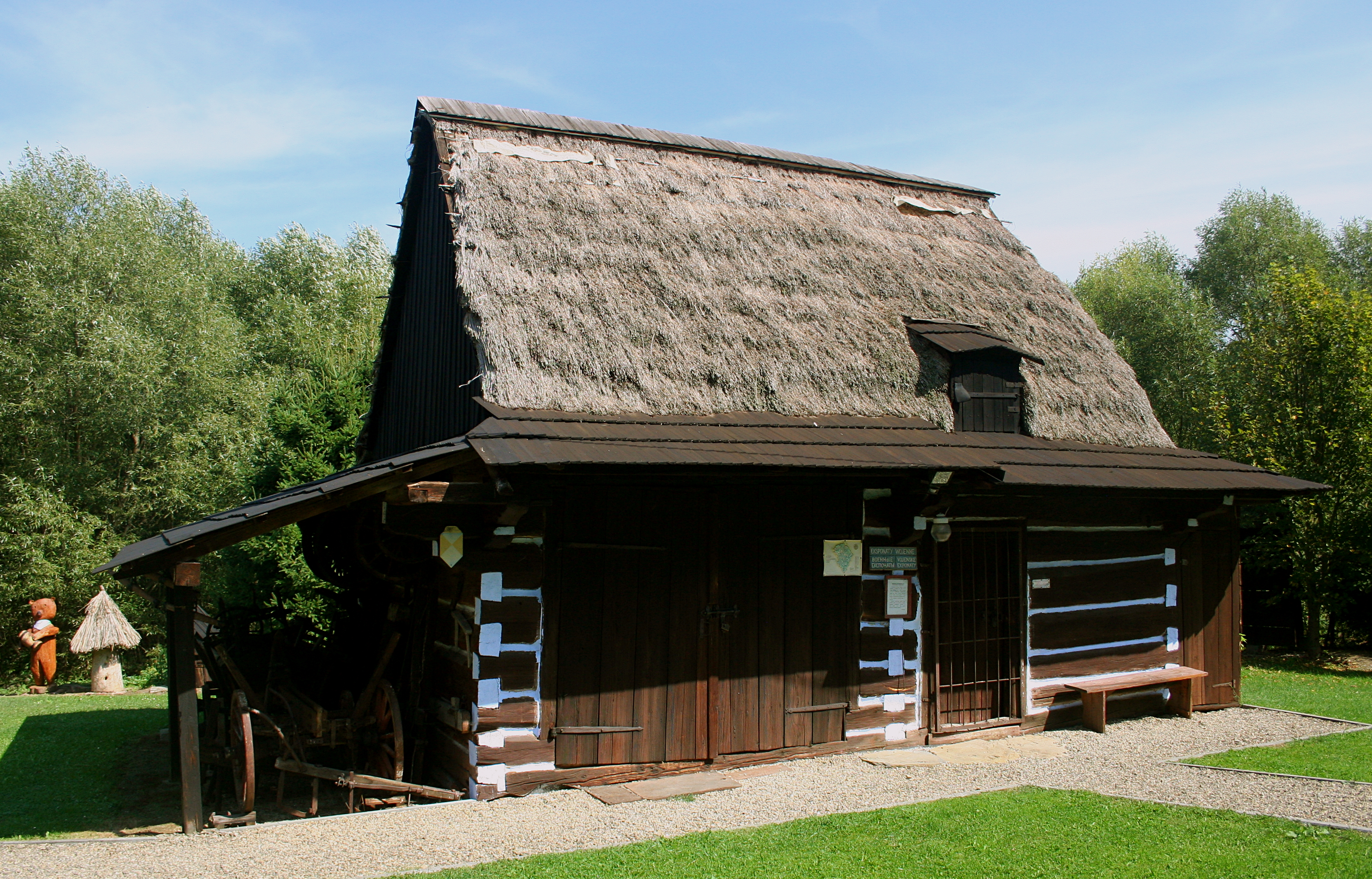
Стайня
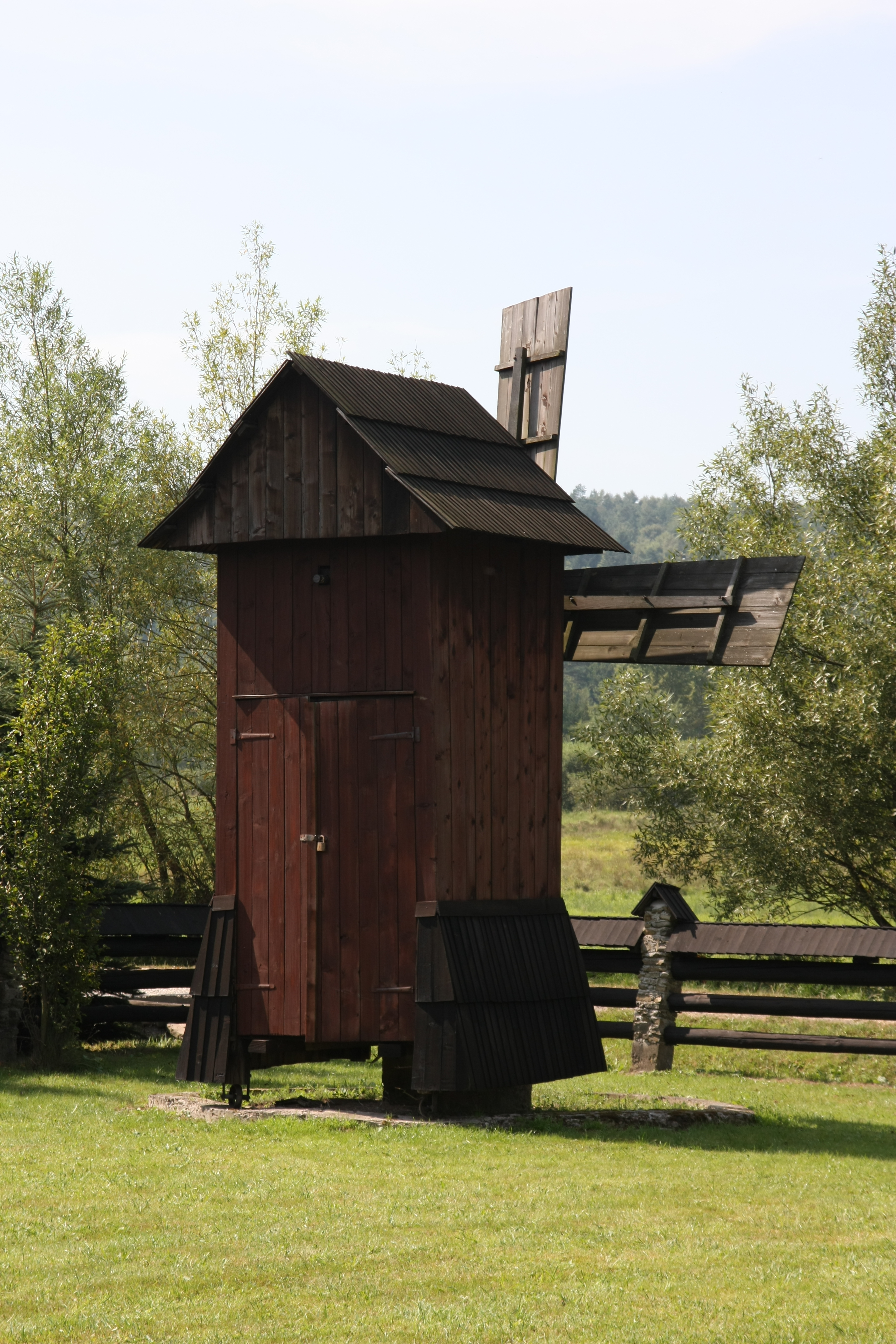
Вітряк
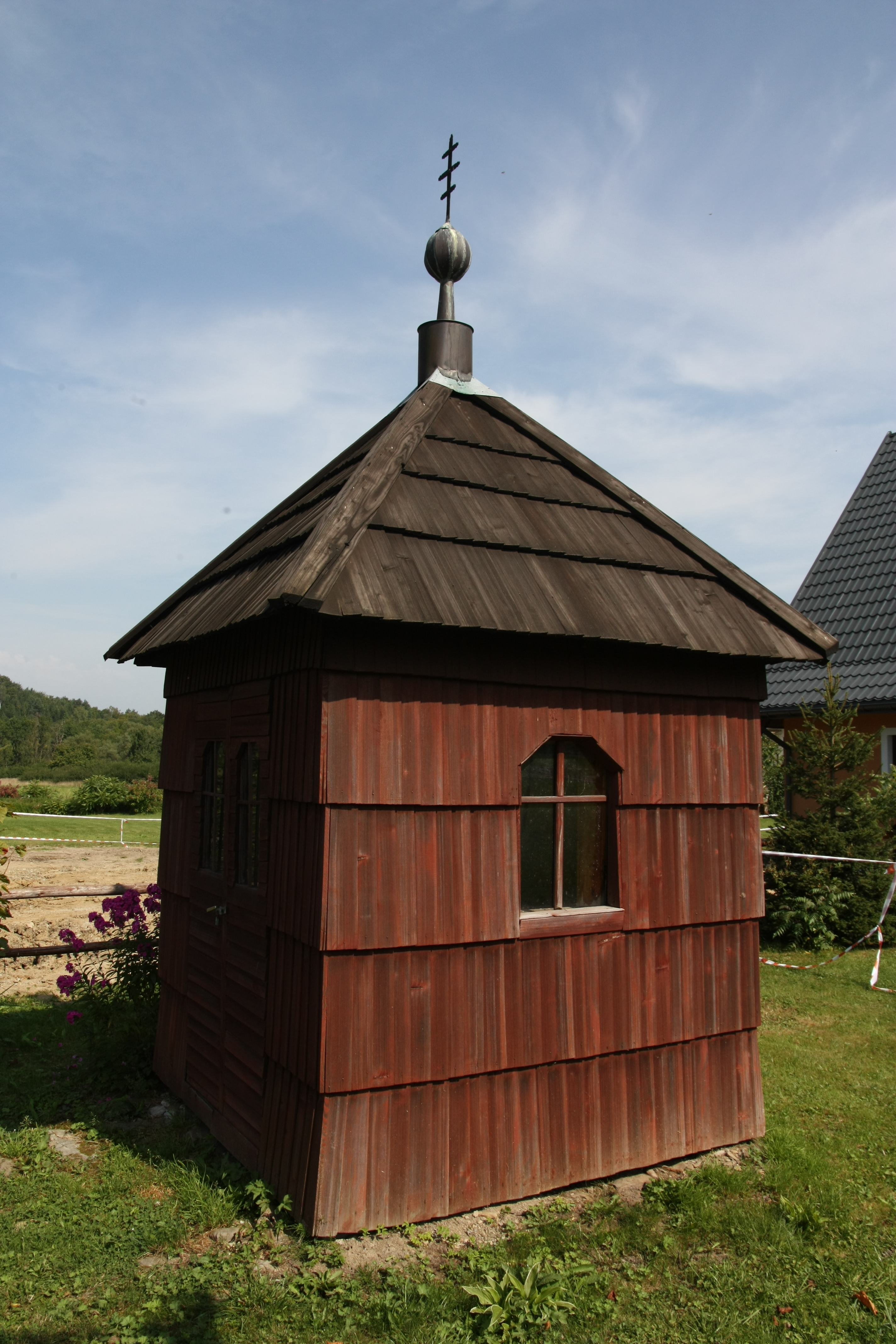
Капличка
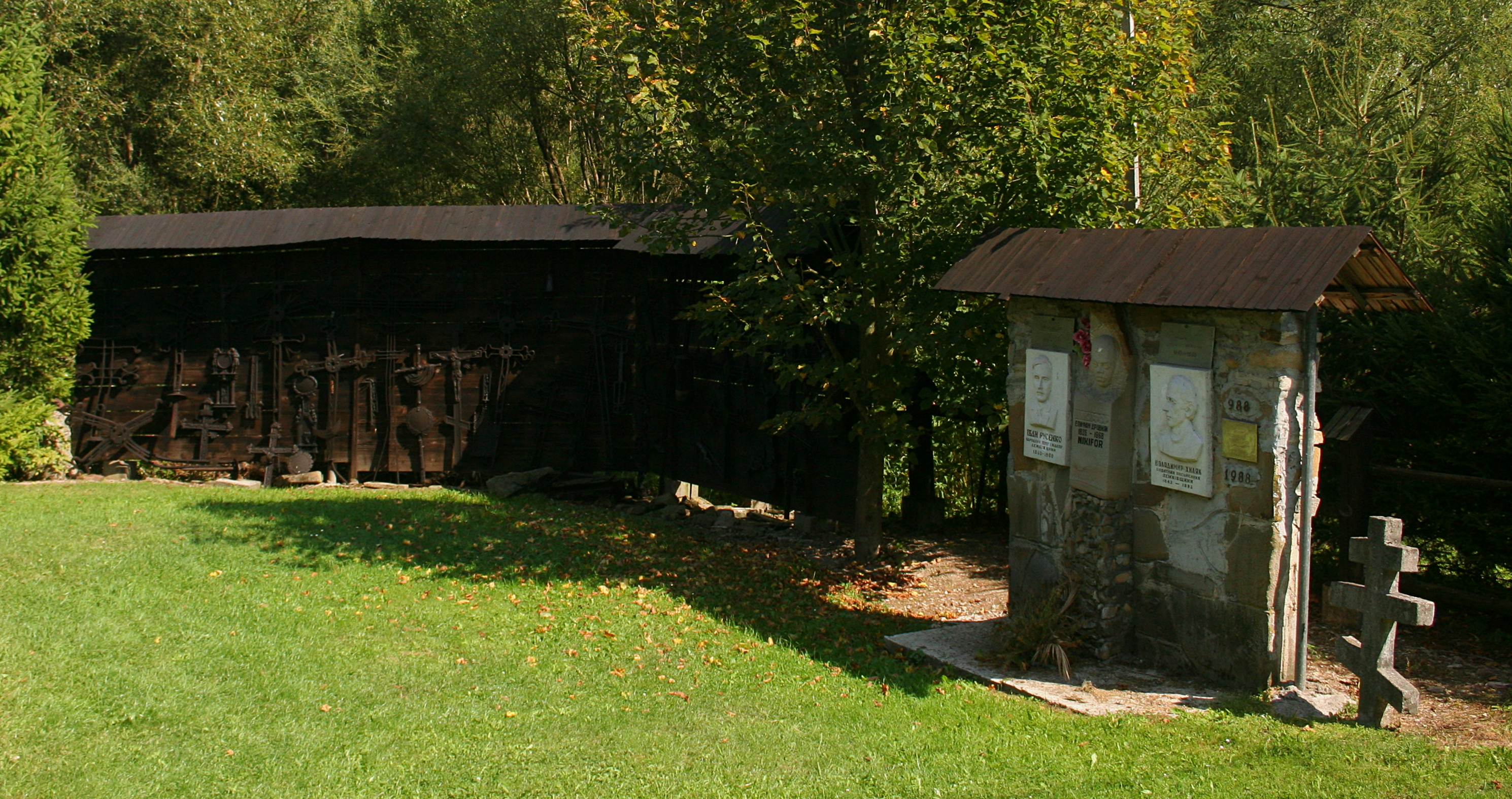
Лемківська «стіна плачу»
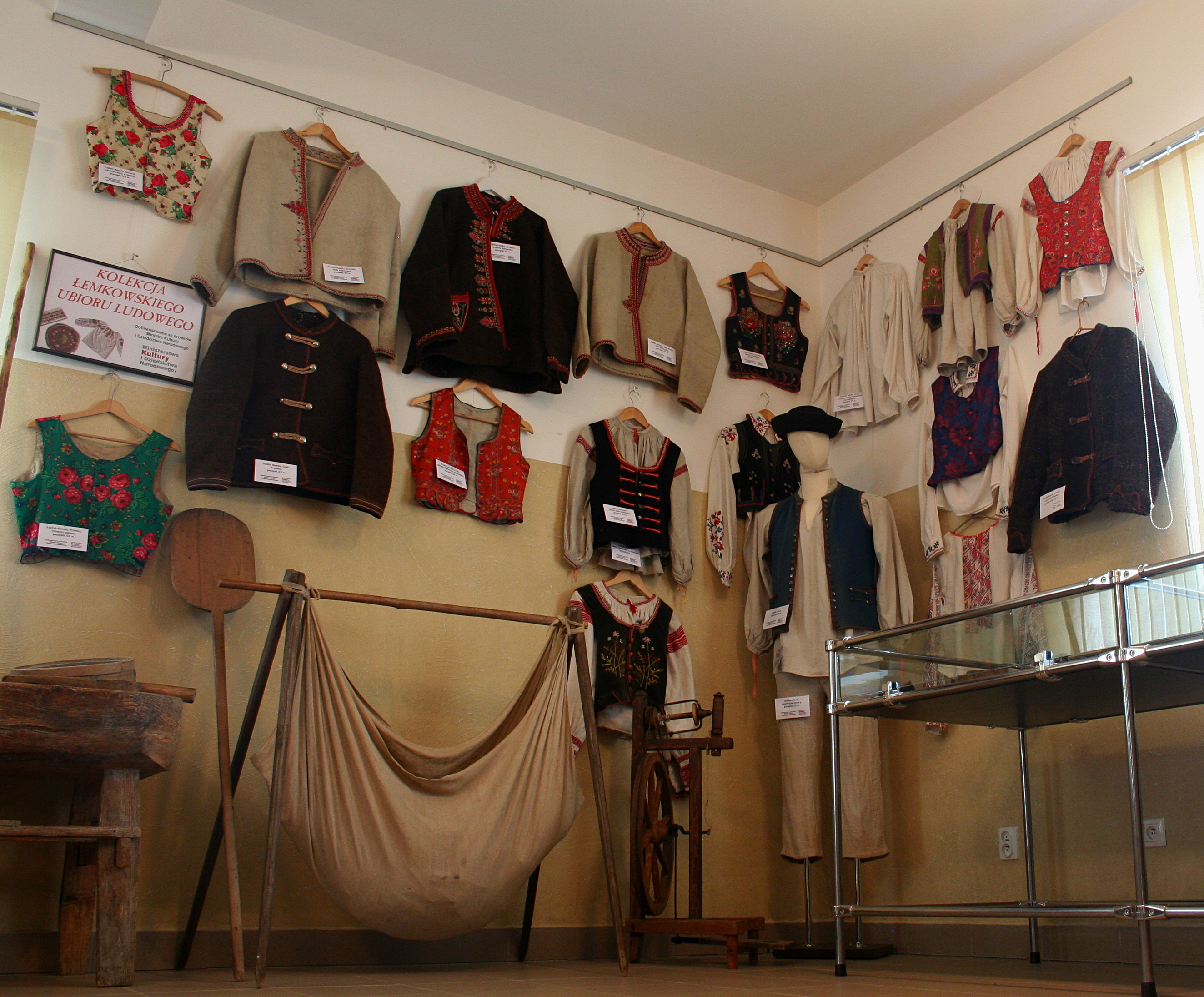
Колекція лемківського одягу
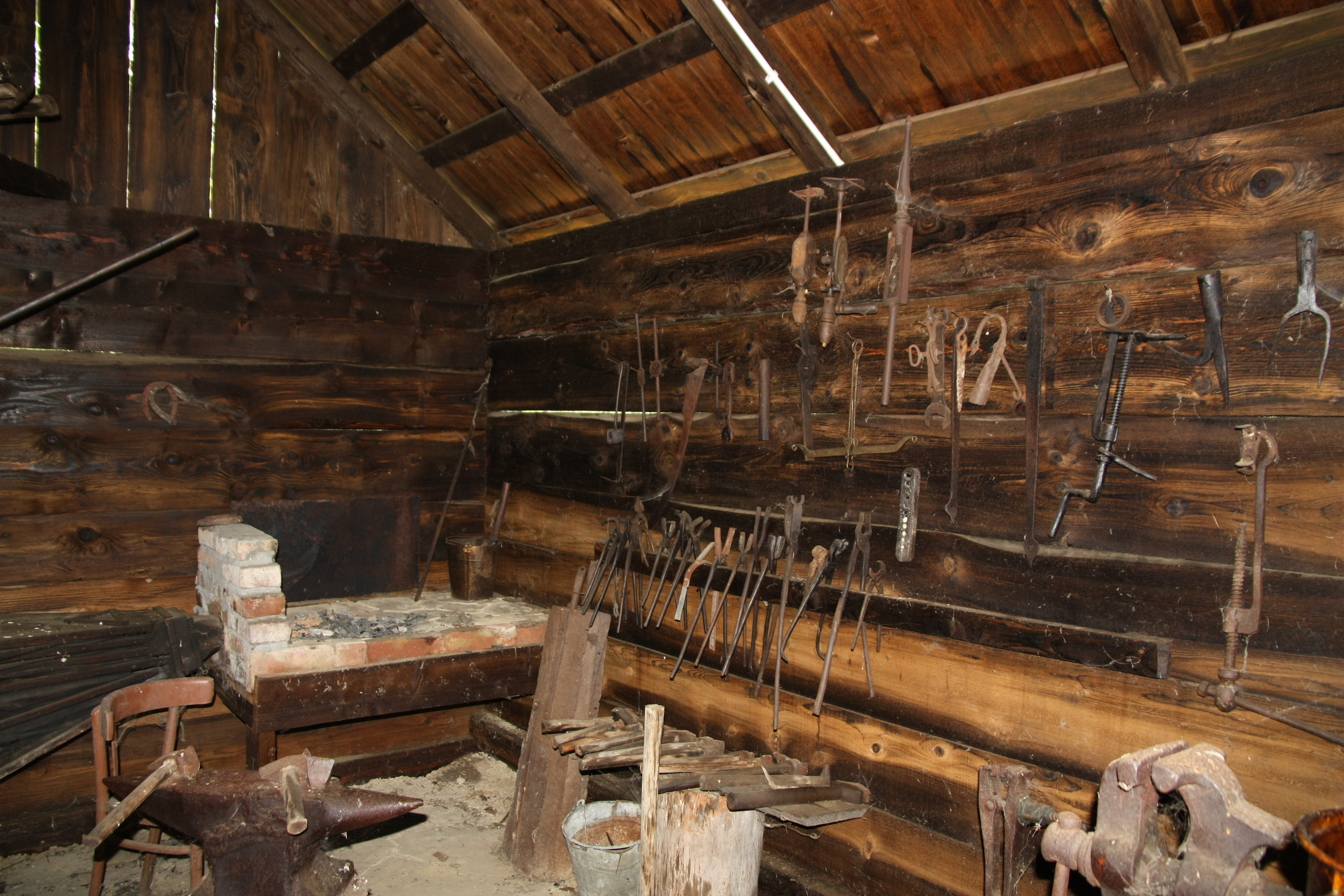
У кузні
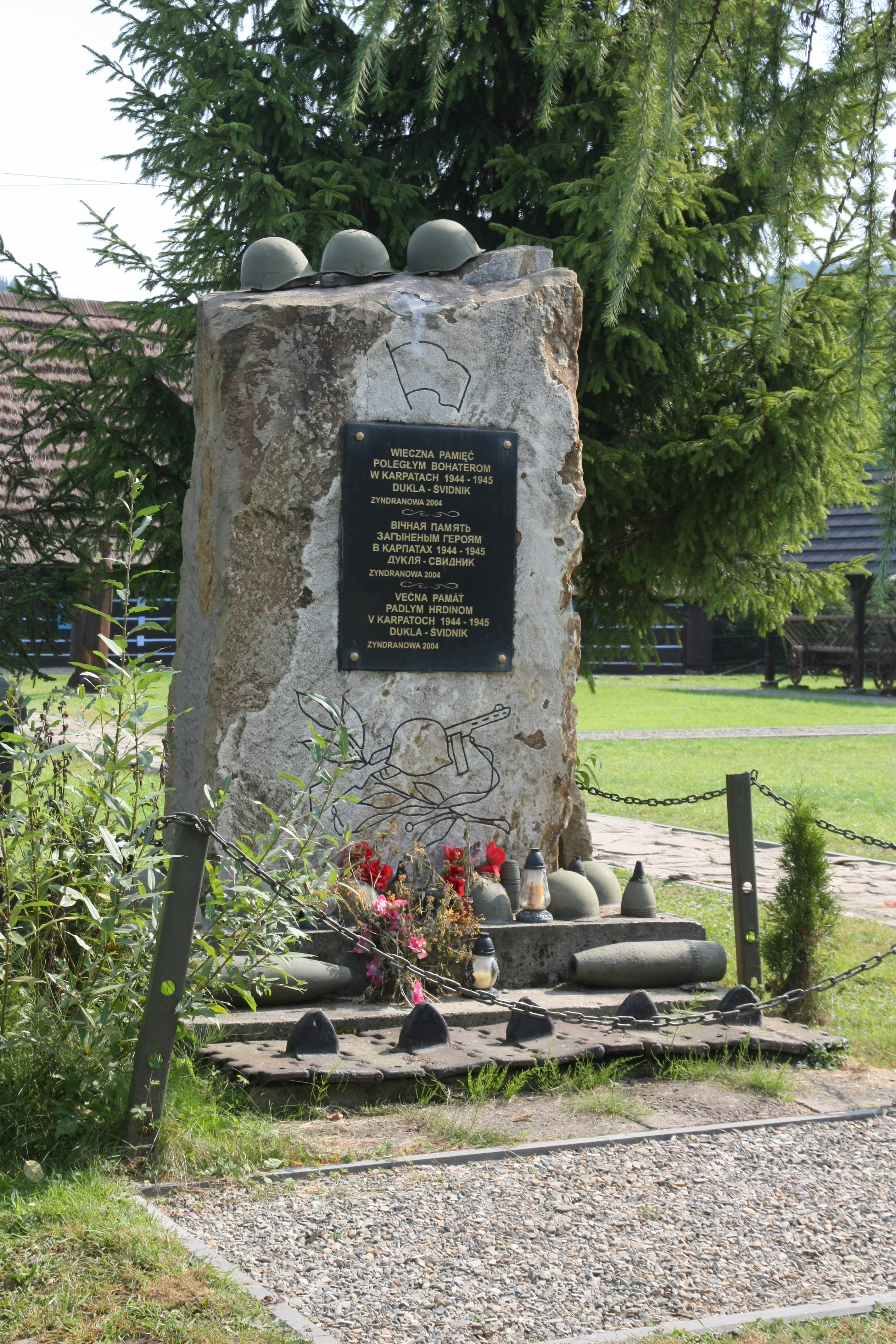
Відновлений пам'ятник
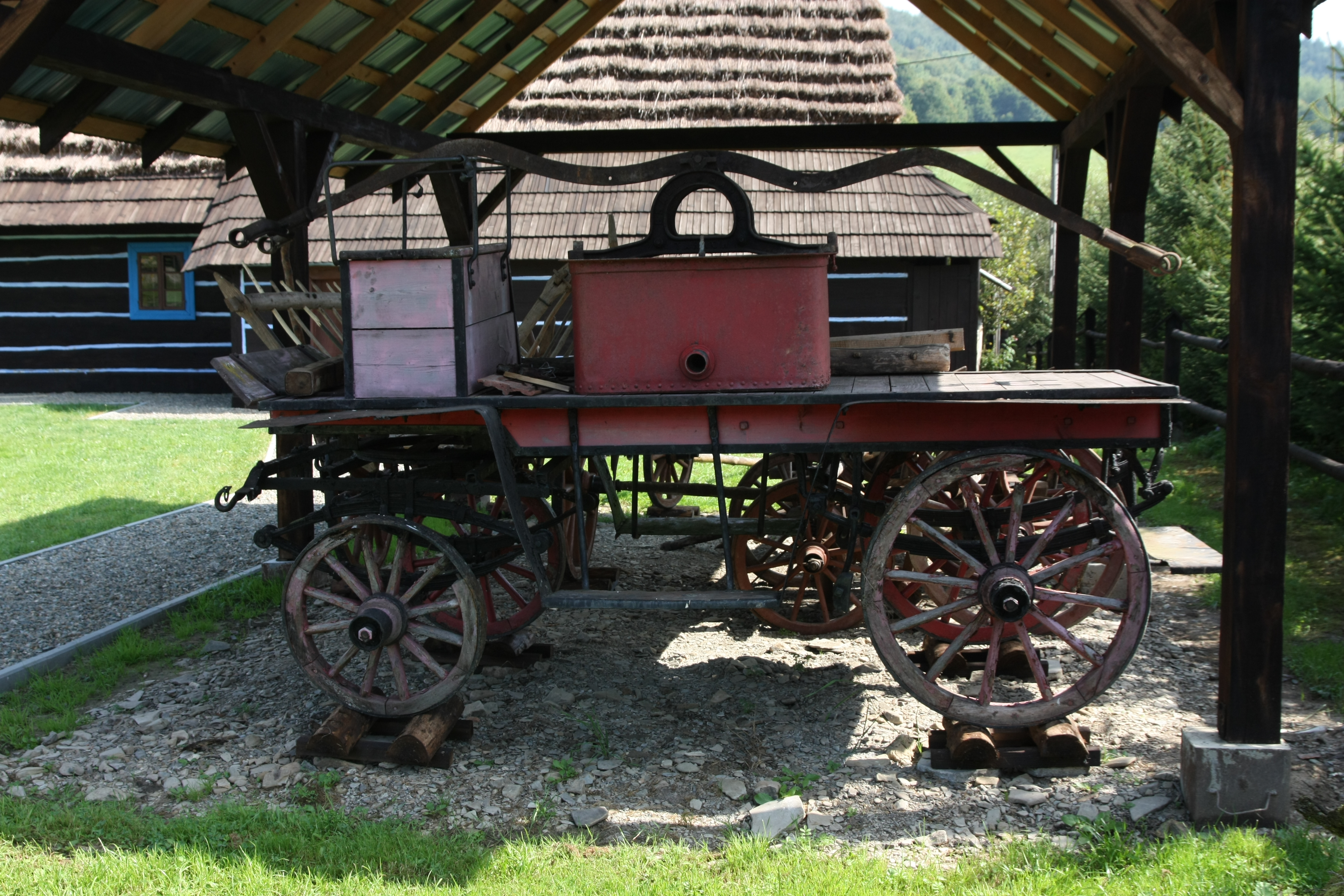
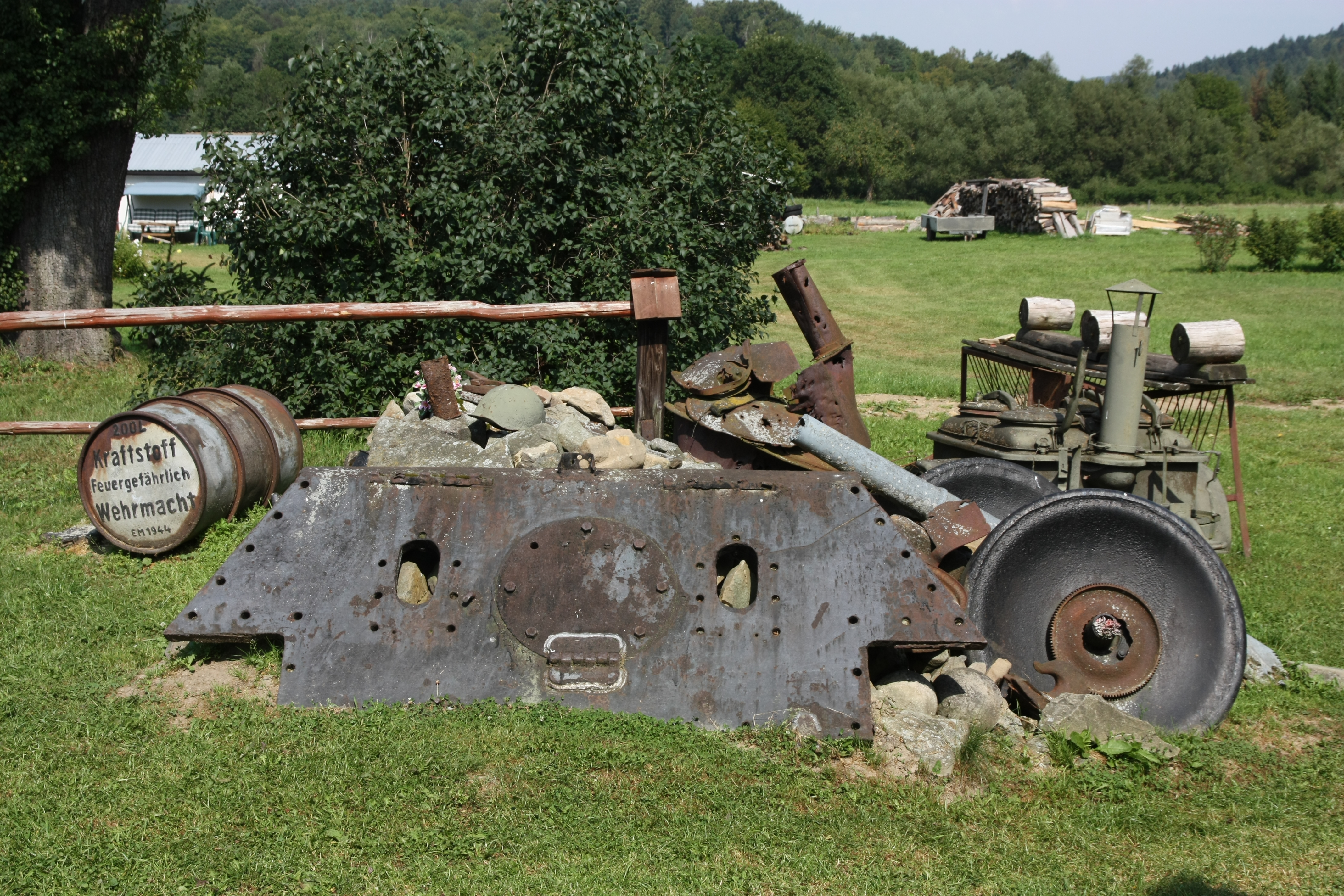
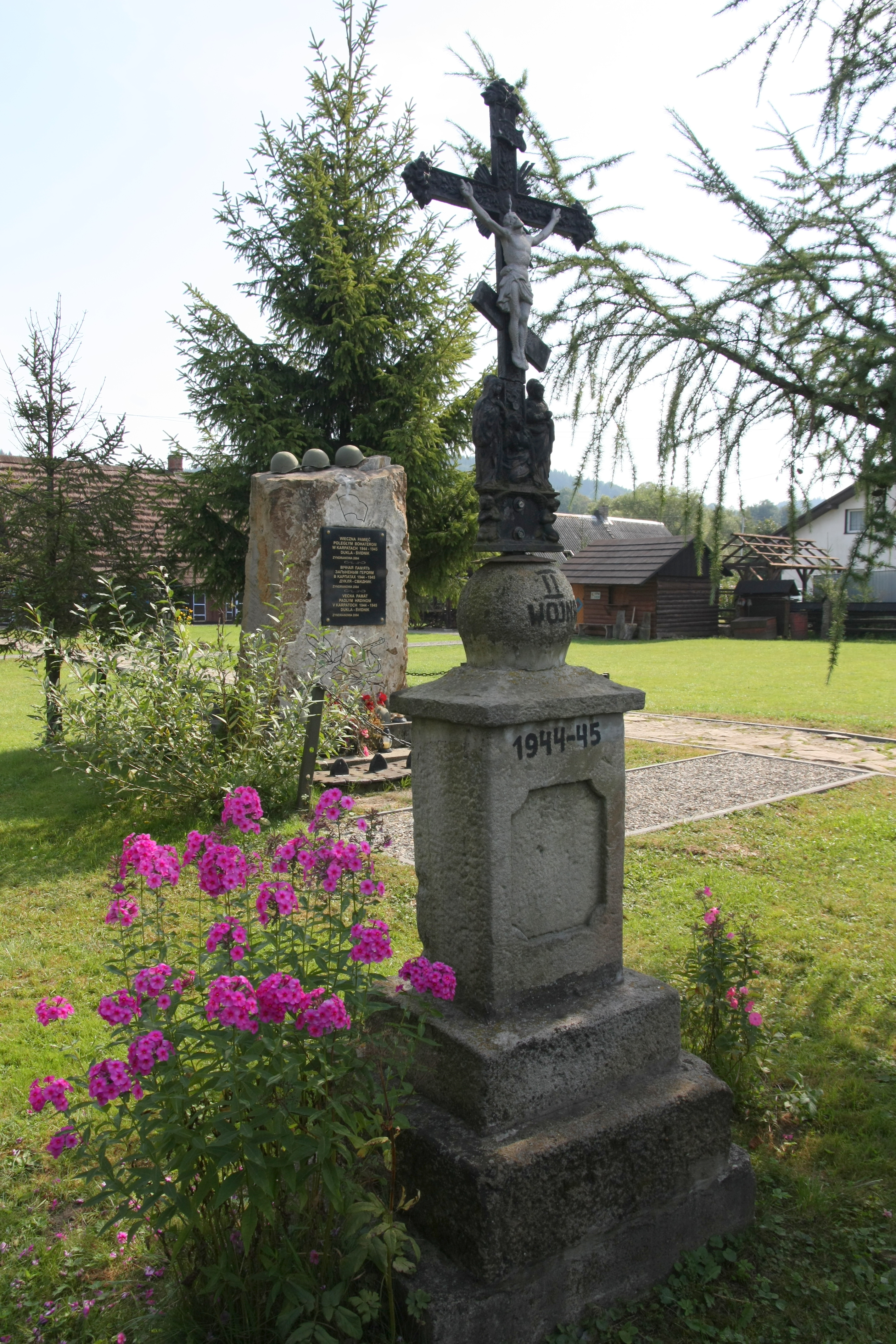
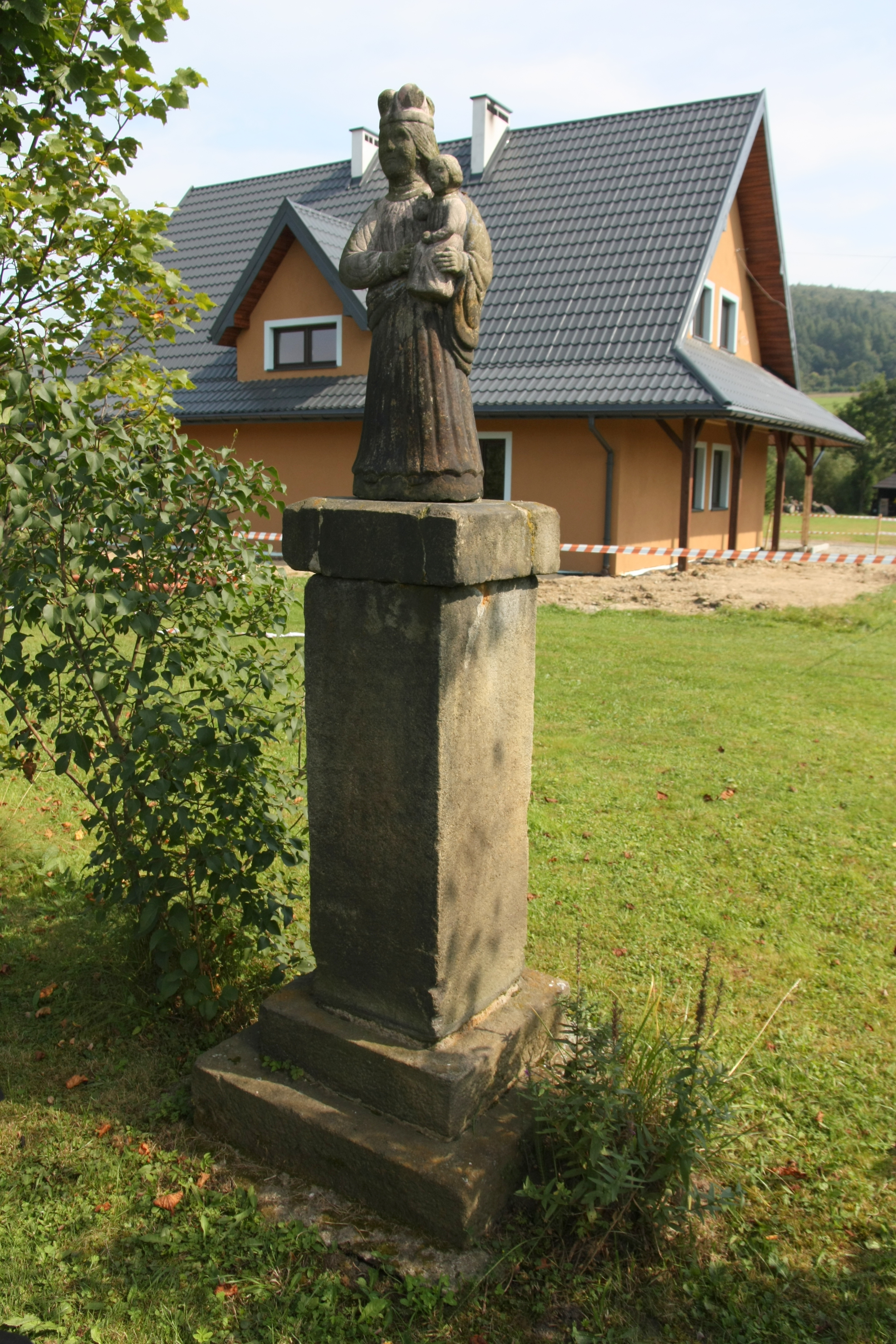